# Crystal Island
Crystal Island (russisch Хрустальный остров Chrustalny ostrow, deutsch ‚Bleikristallerne Insel‘) ist ein geplanter, spiralenförmiger Gebäudekomplex im Süden von Moskau. Mit einer Höhe von 450 m und einer Nutzfläche von über 2.500.000 m² wäre es nach Beendigung der Bauarbeiten eines der höchsten Gebäude der Welt und nach dem Lachta-Zentrum das zweithöchste Gebäude Europas. Das $4 Milliarden teure Projekt wurde vom Architekturbüro Foster + Partners entworfen.
Es wird eine Vielzahl von verschiedenen Gebäuden wie Museen, Theater und Kinos sowie eine internationale Schule mit 500 Schülern enthalten. Außerdem soll Platz für 3000 Hotelzimmer, 900 Appartements, Büros und Geschäfte geschaffen werden.
Der Strom für das riesige Gebäude wird umweltfreundlich durch Windturbinen und angebrachte Solarmodule erzeugt werden.